# Шульце-Геверниц, Геро фон
Геро фон Шу́льце-Ге́верниц (нем. Gero von Schulze-Gaevernitz, 27 сентября 1901 — 6 апреля 1970) — германский экономист, а также сотрудник спецслужб США.

## Биография
Родился в городе Фрайбург-им-Брайсгау (Германия). Отец — Герхарт фон Шульце-Геверниц, экономист, в 1891‒1892 годах изучал текстильную промышленность и земельные отношения России и преподавал в Московском университете, опубликовал книгу «Очерки общественного хозяйства и экономической политики России», СПб, 1901.
Посещал гимназию Berthold-Gymnasium Freiburg до 1917 года, где изучал экономику и право. В 1923 году получил докторскую степень во Франкфуртском университете, защитив диссертацию на тему кредитной политики Великобритании в 1914—1921 годах. Эта работа была опубликована в 1924 году и повторно переиздана в 1980 году.
В 1925 году эмигрировал в США. С 1928 года работал в Нью-Йорке на бирже в качестве инвестиционного банкира. В годы Второй мировой войны Геверниц стал специальным помощником Аллена Даллеса и работал с ним в швейцарской резидентуре Управления стратегических служб США. Геверниц участвовал в сепаратных переговорах между представителями нацистской Германии и западными союзниками, которые вошли в историю как операция «Санрайз». За участие в этих переговорах он был награждён американской Президентской медалью Свободы.
Умер 6 апреля 1970 года на Канарских островах (Испания).

## В массовой культуре
Геро фон Шульце-Геверниц является одним из персонажей советского многосерийного телефильма «Семнадцать мгновений весны». Роль Геверница сыграл Валентин Гафт.

## Работы
- Die englische Kreditpolitik 1914—1924. Industrieverlag Spaeth & Linde, Berlin 1924. Reprint: Keip, Frankfurt 1980.
- mit Allen Dulles: Unternehmen Sunrise. Die geheime Geschichte des Kriegsendes in Italien, Econ Verlag, Düsseldorf/Wien 1967.